# Pip Lieke Lucas
Pip Lieke Lucas (Zwolle, 15 augustus 1997) is een Nederlands theatermaker, actrice en zangeres.

## Levensloop
In 2020 studeerde Lucas af aan de Academie voor Theater en Dans in Amsterdam met als afstudeerproject het muziektheatercollectief Collectiet samen met medestudenten Damaris de Jong en Shelley Bos, waarmee ze ook de jaren daarna nog optraden op theaterfestivals. Datzelfde jaar maakte Lucas haar acteerdebuut in de AVROTROS-serie Vakkenvullers. In de jaren die volgde speelde Lucas mee in verschillende series, waaronder Follow de SOA, Dirty Lines en Nieuw Zeer.
In 2022 speelde Lucas in de muziektheatervoorstelling Sympathy for the Devil van regisseur Boudewijn Koops over de The Rolling Stones de rol van Marianne Faithfull. Samen met leden van de tributeband Stones Sessions die ook in Sympathy for the Devil optraden vormde ze in 2023 als zangeres een coverband die muziek van Kate Bush ten gehore bracht.
In 2023 maakte ze eveneens haar debuut als filmactrice in de bioscoopfilm Alles is nog steeds zoals het zou moeten zijn.
Sinds december 2024 vertolkt Lucas de hoofdrol van Britt Ottink in de dramaserie Woeste grond, de dochter van een echtpaar dat in scheiding ligt en zo haar eigen ideeën heeft over de toekomst.

## Filmografie

### Film
- 2023: Alles is nog steeds zoals het zou moeten zijn, als juf Renate
- 2024: Schitterend, als Natasha
- 2024: Goudappels, als vrouw aan de bar

### Televisie
- 2020: Vakkenvullers, als Liselotte
- 2021: Follow de SOA, als Daphne
- 2021: Flikken Rotterdam, als Lois Dijkstra
- 2022: Dirty Lines, als Robine van Eeghen
- 2023: NOOD, als Ginny van Diemen
- 2024: Flikken Maastricht, als Bobbie La Croix
- 2024: Nieuw Zeer, als verschillende personages
- 2024-2025: Woeste grond, als Britt Ottink

### Theater
- 2021: Swipe Island[10]
- 2022-2023: Sympathy for the Devil[5]
- 2023: Kroniek van een aangekondigde dood[11]
- 2024: De Staatsgreep[12]